# Новохатько Леонід Михайлович
Леонід Михайлович Новохатько (нар. 11 січня 1954, село Вечірки, Пирятинський район, Полтавської області) — міністр культури України (2013—2014). Доктор історичних наук, професор, Заслужений діяч науки і техніки України. Був членом Партії регіонів, очолював київську міську організацію партії.

## Освіта
- 1975 — закінчив Полтавський державний педагогічний інститут
- 1979 — вступив до аспірантури Київського державного університету імені Т. Г. Шевченка, закінчив аспірантуру та докторантуру.
- В 1999 підготував до захисту дисертацію на здобуття наукового ступеня доктора історичних наук на тему «Соціально-економічні і культурні процеси в Україні у контексті національної політики радянської держави (20-ті — середина 30-х рр. XX ст.)»[2]

## Трудова діяльність
- Після закінчення інституту викладав історію в місцевій селищній школі[3]
- 1977 — після служби в армії повернувся до інституту викладачем.[3]
- 1979—1987 — в Київському державному університеті імені Т. Г. Шевченка на посадах асистента, доцента.[3]
- 2005—2007 — завідувач кафедри Київського університету культури і мистецтв.[3]
- З 2007 по червень 2010 — перший заступник генерального директора Українського національного інформаційного агентства «Укрінформ».[3]
- З 2016 — завідувач кафедри реклами та зв'язків з громадськістю Факультету журналістики Київського університету імені Бориса Грінченка[4].

## Політична діяльність
З 1987 — в органах Комуністичної партії України. Був лектором Центрального комітету Комуністичної партії України, а також керівником прес-центру комуністів до розпаду Радянського Союзу.
З 1993 — завідувач сектору зв'язків з громадськими об'єднаннями та заступником начальника Головного управління інформації та зв'язків з пресою і громадськістю Кабінету Міністрів України.
В 1994 призначений керівником служби з питань гуманітарної політики Адміністрації Президента.
У 1996—2005 — заступник та перший заступник Міністра культури України.
У червні 2010 призначений заступником голови Київської міської державної адміністрації, де, зокрема, координував питання культури та охорони культурної спадщини.
У лютому 2013 призначений Міністром культури України.
24 лютого 2014 року звільнений Верховною Радою України, у зв'язку із неналежним виконанням своїх посадових обов'язків.

## Державні нагороди
- Орден «За заслуги» II ст. (11 січня 2014) — за значний особистий внесок у розвиток вітчизняної культури, багаторічну плідну професійну діяльність[9]
- Колоніальний орден Зірки Італії — офіцер (2013)
- Орден «За заслуги» III ст. (20 січня 2010) — за вагомий особистий внесок у справу консолідації українського суспільства, розбудову демократичної, соціальної і правової держави та з нагоди Дня Соборності України[10]
- Заслужений діяч науки і техніки України[3]

## Різне
Одружений, дружина Аббакумова Галіна Олександрівна. Має доньку — Чернявську Ольгу Леонідовну, внука — Чернявського Михайла Назаровича, внучку — Чернявську Тамару Назарівну.